# Joseph Bellinger
Joseph Bellinger (* 1773 bei Ashepoo, Colleton County, Province of South Carolina; † 10. Januar 1830 in Charleston, South Carolina) war ein US-amerikanischer Politiker. Zwischen 1817 und 1819 vertrat er den Bundesstaat South Carolina im US-Repräsentantenhaus.

## Werdegang
Joseph Bellinger kam auf der Plantage seiner Familie zur Welt; sein genaues Geburtsdatum ist nicht bekannt. Später wurde er Pflanzer auf seiner eigenen Plantage „Aeolian Lawn“. Politisch wurde er Mitglied der von Präsident Thomas Jefferson gegründeten Demokratisch-Republikanischen Partei. Zwischen 1802 und 1809 war Bellinger Abgeordneter im Repräsentantenhaus von South Carolina, von 1810 bis 1813 gehörte er dem Staatssenat an.
Bei den Kongresswahlen des Jahres 1816 wurde er im vierten Wahlbezirk von South Carolina in das US-Repräsentantenhaus in Washington, D.C. gewählt. Dort trat er am 4. März 1817 die Nachfolge von John J. Chappell an. Da er bei den Wahlen des Jahres 1818 auf eine erneute Kandidatur verzichtete, konnte er bis zum 3. März 1819 nur eine Legislaturperiode im Kongress absolvieren. Nach seiner Zeit im US-Repräsentantenhaus zog sich Bellinger wieder aus der Politik zurück. Er starb am 10. Januar 1830 in Charleston und wurde auf dem Familienfriedhof bei Ashepoo beigesetzt.